# Floris I de Olanda
Floris I de Olanda (n. cca. 1020-1030, Vlaardingen - d. 28 iunie 1061, în Gelderland) a fost conte de Olanda de la 1049 până la moarte.
Floris a fost fiul contelui Dirk al III-lea de Olanda cu Othelindis. El a succedat fratelui său Dirk al IV-lea de Olanda, care a fost asasinat în anul 1049. Pe durata domniei, a fost implicat în războiul unor vasali loreni ai săi împotriva autorității imperiale. Pe parcursul unei retrageri din Zaltbommel, Floris a fost prins într-o ambuscadă și ucis în bătălia de la Nederhemert în data de 28 iunie 1061.

## Familie și copii
Floris a fost căsătorit în jurul anului 1050 cu prințesa Gertrude de Saxonia, fiica ducelui Bernard al II-lea de Saxonia cu care a avut următorii copii:
1. Albert (n. cca. 1051), canonic în Liège.
2. Dirk (n. cca. 1052–d. 1091).
3. Petru (n. cca. 1053), canonic în Liège.
4. Bertha (n. cca. 1055–d. 1094), căsătorită în anul 1072 cu regele Filip I al Franței.
5. Floris (n. cca. 1055), canonic în Liège.
6. Machteld (n. cca. 1057)
7. Adela (n. cca. 1061), căsătorită cu contele Balduin I de Guînes.